# Desolation Angels
Desolation Angels è il quinto album in studio del gruppo hard rock britannico Bad Company, pubblicato nel 1979.

## Tracce
1. Rock 'N' Roll Fantasy (Paul Rodgers) – 3:15
2. Crazy Circles (Rodgers) – 3:32
3. Gone, Gone, Gone (Boz Burrell) – 3:50
4. Evil Wind (Rodgers) – 4:22
5. Early in the Morning (Rodgers) – 5:45
6. Lonely for Your Love (Mick Ralphs) – 3:26
7. Oh, Atlanta (Ralphs) – 4:08
8. Take the Time (Ralphs) – 4:14
9. Rhythm Machine (Simon Kirke/Burrell) – 3:44
10. She Brings Me Love (Rodgers) – 4:42

## Formazione
- Paul Rodgers – voce, chitarre, piano, sintetizzatori
- Mick Ralphs – chitarra, tastiere
- Boz Burrell – basso
- Simon Kirke – batteria